# Wendy Wasserstein
Wendy Wasserstein (* 18. Oktober 1950 in Brooklyn, New York City, New York; † 30. Januar 2006 in New York City, New York) war eine US-amerikanische Dramatikerin.

## Leben
Wendy Wasserstein war die Schwester des Investmentbankers Bruce Wasserstein (1947–2009).
1971 machte sie am Mount Holyoke College ihren Abschluss in Geschichte. 1989 erhielt sie den Pulitzer-Preis für das Stück The Heidi Chronicles. Sie schrieb das Drehbuch für die Filmkomödie Liebe in jeder Beziehung aus dem Jahr 1998.
Im Dezember 2005 wurde bei ihr Leukämie festgestellt, was sie nicht der Öffentlichkeit bekannt gab. Sie starb schließlich am 30. Januar 2006 an einem malignen Lymphom.